# Bucarde
Taxons concernés
Plusieurs genres parmi les Cardiidae
- Acanthocardia
- Cardium
- Dinocardium
- Laevicardium
- Trachycardiummodifier

Bucarde est un nom dont on désigne communément les mollusques de la famille des Cardiidae à laquelle appartiennent les coques. Il s'agit d'une appellation d'origine savante apparue dans le vocabulaire scientifique francophone au XVIIIe siècle. De nos jours, son utilisation semble nettement plus limitée qu'aux XIXe siècle et au début du XXe siècle.

## Étymologie et histoire
« Bucarde » est une adaptation en français du mot latin bucardia qui lui-même dérive des racines grecques bous (βοῦς), bœuf et cardia (καρδία), cœur. C'est à Philippo Bonanni, malacologiste italien du XVIIe siècle que l'on doit la première utilisation du terme Bucardia pour désigner un mollusque dont la coquille a l'aspect d'un cœur de bœuf : il s'agit en fait d'une espèce aujourd'hui nommée Glossus humanus, et qui n'appartient pas à la famille des cardiidés.
Au début du XVIIIe siècle (1722), on retrouve ce terme ainsi que celui de Bucardites dans l'ouvrage sur les mollusques du naturaliste suisse Karl Niklaus Lang. Cet auteur désigne collectivement les coquilles ayant l'aspect d'un cœur, c'est-à-dire essentiellement les bivalves de la famille des cardiidés, sous le nom de conchae cordiformes (coquilles en forme de cœur). C'est à Antoine Dezallier d'Argenville que l'on attribue l'importation du terme en France, dans un premier temps sous la forme latine Bucardium (1742), puis francisé en « boucarde » (1757). Dans son premier ouvrage, il donne l'appellation française de « cœurs » aux représentants de sa quatrième famille de bivalves, correspondant au genre Bucardium. Il sera suivi en cela par la plupart des conchyliologistes et des oryctographes français de l'époque, ces derniers utilisant également les termes « bucardite » ou « boucardite » pour les espèces fossiles.
Toutes ces appellations correspondent alors à un grand nombre de coquillages qui se ressemblent superficiellement, mais peuvent en fait appartenir à des familles différentes, et parfois très différentes : Cardiidae, Chamidae, Arcidae, Glossidae, Veneridae... En 1758, Carl von Linné définit le genre Cardium. Sur cette base, qui fait rapidement preuve de sa robustesse, Jean-Guillaume Bruguière pourra redéfinir le terme « bucarde » pour le faire correspondre au genre Cardium de Linné. En 1819, Jean-Baptiste de Lamarck, inventeur de la famille des Cardiidae, entérine cette décision de Bruguière.
Les naturalistes de l'époque attachent beaucoup d'importance aux noms usuels des êtres vivants : dans les ouvrages et publications scientifiques, le nom français précède systématiquement le nom latin et est souvent imprimé en petites capitales ; par ailleurs, les auteurs pratiquent à son égard une nomenclature binominale stricte, parallèle à celle du nom latin. Ainsi peut-on lire en 1843 sous la plume du grand zoologiste français Alcide d'Orbigny : « Cardium. Nom latin du genre Bucarde », et non l'inverse comme on l'attendrait aujourd'hui de la part d'un spécialiste. Pour les malacologistes du XIXe siècle, le terme bucarde est donc pris comme un équivalent strict du genre Cardium, les limites de celui-ci évoluant évidemment avec les progrès des connaissances sur ces animaux.
Alors que Dezallier d'Argenville (1757) utilise « boucarde » au féminin, Bruguière (1792) puis Lamarck (1819) emploient « bucarde » au masculin. Par la suite, et jusqu'à nos jours, le féminin sera à nouveau de rigueur. On trouve aussi parfois l'orthographe « buccarde », notamment sous la plume de Jules Verne.

## Usage actuel
S'il n'est pas réellement tombé en désuétude, le terme « bucarde » est beaucoup moins en usage de nos jours. On le trouve essentiellement dans les publications et les sites internet consacrés aux espèces exploitées (Ifremer, FAO, DGCCRF, etc.).

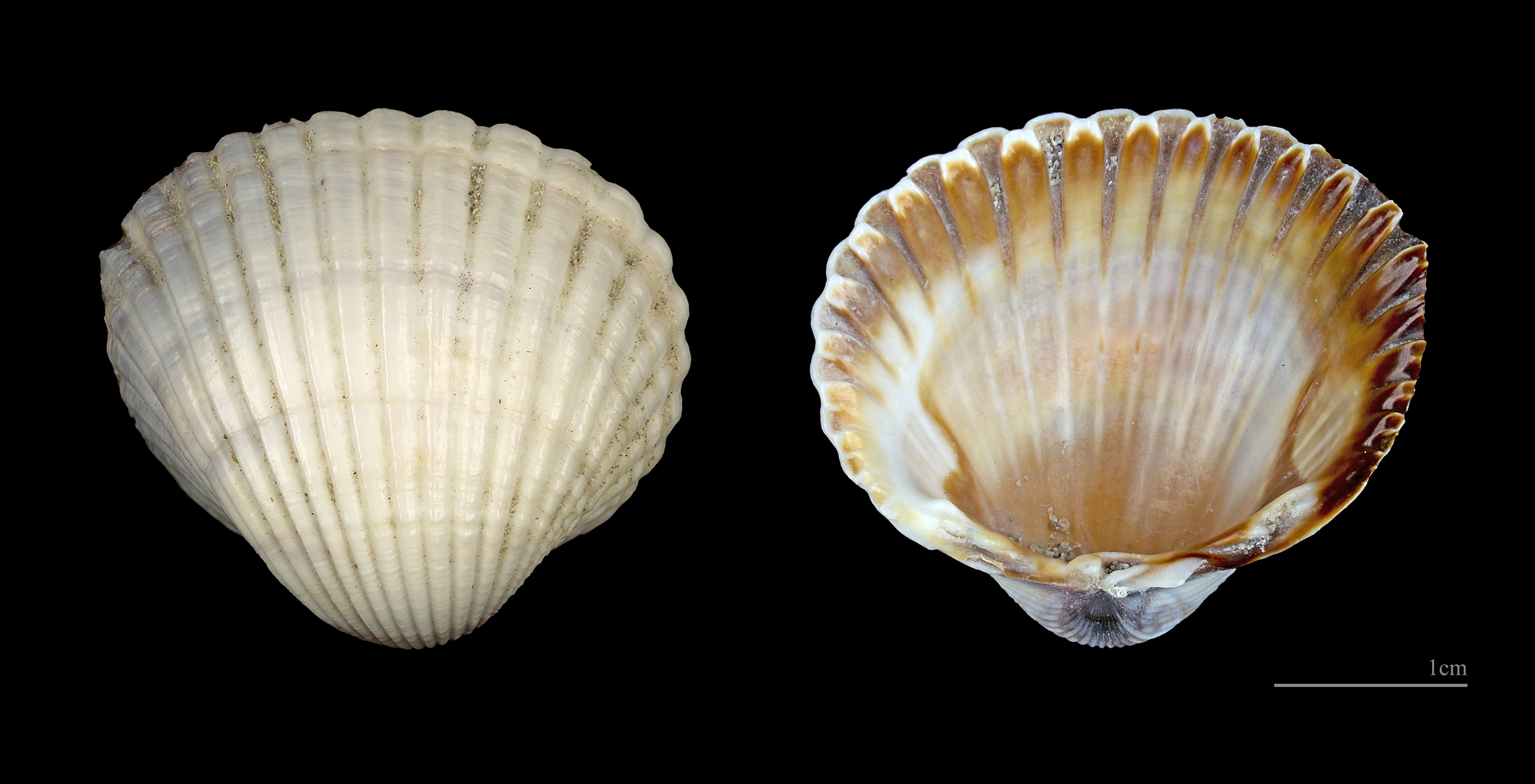
Les représentants du genre Cerastoderma sont aujourd'hui nommés « coques »

L'une des raisons de la perte d'influence de ce terme est l'utilisation de plus en plus fréquente du mot « coque » pour désigner certaines espèces de cardiidés, dont la plus commune et la plus connue sur les côtes européennes, Cerastoderma edule. Au début du XIXe siècle déjà, alors que la désignation officielle de Cerastoderma edule est encore « Bucarde sourdon », le terme « coque », emprunté au vocabulaire vernaculaire, apparaît dans des ouvrages savants, comme le Dictionnaire des sciences naturelles édité en 1817 par Frédéric Cuvier : « La coque, Cardium edule : la Bucarde sourdon... ». Il est naturellement appliqué aux autres espèces du genre Cerastoderma. et est désormais parfois considéré comme équivalent de « bucarde » pour désigner d'autres genres de cardiidés (Acanthocardia, Laevicardium...).
C'est dans les publications de la FAO — ainsi que dans quelques textes étrangers qui s'y réfèrent — que l'utilisation du terme bucarde se rapproche le plus de celle des malacologistes des XVIIIe et XIXe siècles. Et même si le genre Cardium des Linné, Bruguière, Lamarck et de leurs successeurs a depuis lors été fortement subdivisé, la FAO conserve pour tous ces nouveaux genres le nom de bucarde, à l'exception des genres Cerastoderma (coques), Hypanis et Monodacna (coques-de-lagune) et, occasionnellement, Laevicardium (coques lisses). Répondant à la préoccupation de fournir des noms en langue usuelle pour les produits de la pêche, le nom de bucarde est ainsi appliqué à une trentaine d'espèces atlantiques et indo-pacifiques. Ces appellations reproduisent parfois celles données par les anciens malacologistes, mais sont souvent créées selon une nomenclature binominale rigoureuse à partir des noms latins ou des caractéristiques spécifiques. Elles correspondent à dix genres de cardiidés,,.
Ailleurs, de façon courante, le terme n'est plus guère utilisé que pour les espèces de grande taille appartenant aux genres Acanthocardia et Laevicardium. En 1789 déjà, Bruguière signale d'ailleurs qu'antérieurement à son travail, les « boucardes » correspondaient aux espèces épineuses, c'est-à-dire surtout des Acanthocardia. Il sert aussi à désigner une espèce prisée des collectionneurs, Corculum cardissa, connue sous le nom de bucarde cœur (bucarde cœur-de-Vénus pour les anciens malacologistes).

## Espèces exploitées
Liste établie d'après les publications de la FAO.
- Acanthocardia aculeata, bucarde aiguillonnée
- Acanthocardia echinata, bucarde rouge
- Acanthocardia paucicostata, bucarde peu costulée
- Acanthocardia spinosa, bucarde épineuse
- Acanthocardia tuberculata, bucarde tuberculée
- Americardia media, bucarde fraisine
- Bucardium ringens, bucarde baillante
- Cardium costatum, bucarde à côtes
- Corculum cardissa, bucarde cœur
- Dinocardium robustum, bucarde géante de l'Atlantique
- Fragum fragum, bucarde à collier
- Fragum unedo, bucarde fraise
- Fulvia papyracea, bucarde papier
- Laevicardium crassum, coque lisse norvégienne
- Laevicardium elatum, bucarde lisse géante
- Laevicardium laevigatum, bucarde lisse des Caraïbes
- Laevicardium oblongum, coque lisse sillonnée
- Lunulicardia hemicardium, bucarde demi-cœur
- Plagiocardium pseudolatum, bucarde large
- Trachycardium angulatum, bucarde anguleuse
- Trachycardium consors, bucarde consort
- Trachycardium isocardia, bucarde régulière
- Trachycardium muricatum, bucarde jaune
- Trachycardium orbita, bucarde à ornières
- Trachycardium panamense, bucarde mexicaine
- Trachycardium procerum, bucarde élancée
- Trachycardium quadragenarium, bucarde épineuse du Pacifique
- Trachycardium rugosum, bucarde rugueuse
- Trachycardium subrugosum, bucarde ridée
- Vepricardium asiaticum, bucarde asiatique

La bucarde asiatique, appelée en chinois yàzhōu niǎowěigé 亚洲鸟尾蛤, en cambodgien ងាវ, est courante au Cambodge et largement utilisée en cuisine cambodgienne.
- Vepricardium sinense, bucarde chinoise